# Electronic Commerce Research and Applications
Electronic Commerce Research and Applications is een internationaal, aan collegiale toetsing onderworpen wetenschappelijk tijdschrift op het gebied van de informatica. De naam wordt in literatuurverwijzingen meestal afgekort tot Electron. Commerce Res. Appl. Het wordt uitgegeven door Elsevier en verschijnt 6 keer per jaar.